# Cosmos 49
Y soviético perteneciente a la clase de satélites DS y lanzado el 24 de octubre de 1964 mediante un cohete Kosmos-2I desde Kapustin Yar.

## Objetivos
El objetivo de Cosmos 49 fue realizar pruebas sobre nuevos sistemas de orientación mediante girodino eléctrico y estudiar la magnetosfera terrestre, formando, junto con Cosmos 26, la contribución de la Unión Soviética al proyecto internacional IQSY (International Year of the Quiet Sun, Año Internacional del Sol Tranquilo).

## Características
Cosmos 49 tenía una masa de 400 kg y reentró en la atmósfera el 21 de agosto de 1965. El satélite fue inyectado en una órbita con un perigeo de 260 km y un apogeo de 472 km, con una inclinación orbital de 48,9 grados y un período de 91,9 minutos.